# Danganronpa: The Animation
Danganronpa: The Animation — аніме-телевізійний серіал, створений студією Lerche, заснований на відеоіграх Spike Chunsoft 2010 року «Danganronpa: Trigger Happy Havoc». Тринадцять епізодів вийшли в ефір на програмному блоці MBS «Анімеїзм» з липня по вересень 2013 року. Серія ліцензована компаніями Funimation у Північній Америці, Madman Entertainment в Австралії, Manga Entertainment в Європі та Muse Communication в Південно-Східній Азії та Південній Азії. Пізніше серію наслідувало оригінальне аніме-продовження ігрової серії Danganronpa 3: The End of Hope's Peak High School, яка вийшла в ефір у 2016 році.

## Сюжет
Серіал показує нам 16 старшокласників, зачинених у «Школі Надії», їхній середній школі. Студентам загрожує антропоморфний ведмідь, відомий як Монокума, який дає їм лише один спосіб залишити Академію, вбити іншого студента, після чого буде проведено розслідування і класний суд.